# Константин Ференбах
Константин Ференбах (на немски: Konstantin Fehrenbach, 11 януари 1852 – 26 март 1926) е германски политик, един от големите лидери на Партия център. Той работи като президент на Райхстага през 1918, а след това като президент на Ваймарското национално събрание от 1919 до 1920. След оставката на социалдемократите, отказващи се от правителството си през юни 1920, като резултат от слабото им представяне на изборите същата година, Ференбах става канцлер на Германия, сформирайки коалиция с левите либерали от Германската демократическа партия и национал-либералите от Германската народна партия. Неговото правителство продължава по-малко от година, подавайки оставка през 1921, в опит за протест срещу репарационните плащания, наложени от Антантата. Ференбах води Централната партия в Райхстага от 1923 до своята смърт през 1926 г.